# エディナ・ベギッチ
エディナ・ベギッチ（Edina Begić、1992年10月9日 - ）は、ボスニア・ヘルツェゴビナの女子バレーボール選手。ポジションはアウトサイドヒッター。ボスニア・ヘルツェゴビナ代表。

## 来歴

### クラブチーム
トゥズラ出身。2011年、アメリカのアーカンソー大学リトルロック校へ進学。NCAA女子バレーボール選手権に出場した。卒業後はイタリアセリエA2のVolley Soveratoで1年間プレーした。2016年、セリエA1に昇格したモンツァへ移籍。5年間在籍し、2018/19シーズンはリーグ4位、2020/21シーズンはリーグ3位となった。2021年、ロシアリーグのディナモ・モスクワと契約し、リーグ参戦するも怪我の影響もありシーズン途中で離脱を余儀なくされた。2022/23シーズンは再びイタリアセリエA1のモンツァと契約した。2023/24シーズンはトルコリーグのクゼイボルへ移籍した。

### 代表チーム
2011年、ボスニア・ヘルツェゴビナ代表に初選出された。欧州選手権には2011年、2017年、2021年の大会に出場した。2021年のヨーロッパシルバーリーグでは優勝し、MVPに選ばれた。

## 所属クラブ
- アーカンソー大学リトルロック校（2011-2015年）
- Volley Soverato（2015-2016年）
- モンツァ（2016-2021年）
- ディナモ・モスクワ（2021-2022年）
- モンツァ（2022-2023年）
- クゼイボル（2023-2024年）